# Emil Minlos

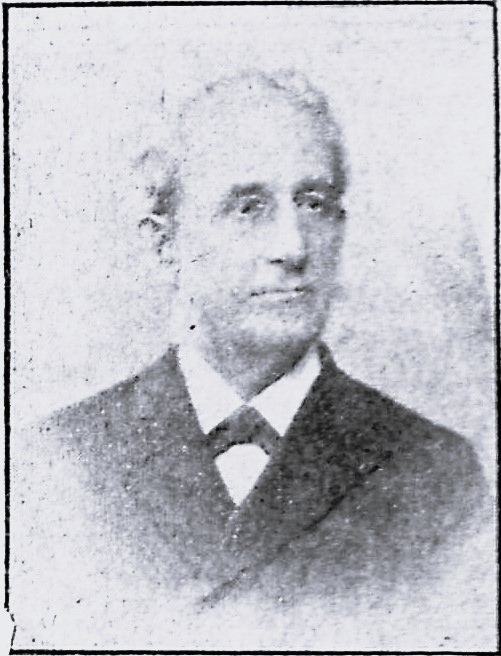
Emil Minlos

Emil August Adolph Minlos (* 1. November 1828 in Lübeck; † 31. August 1901 in Travemünde) war ein deutscher Kaufmann, königlich preußischer Konsul in Maracaibo und Sozialreformer in Lübeck, Hamburg und Berlin.

## Leben

### Herkunft
Minlos war der Sohn des Lübecker Kaufmanns und Assecuradeurs Hans Simon Minlos (* 13. Oktober 1799 in Lübeck; † 27. April 1847 ebenda) und seiner Frau Dorothea Adolphine Friederike, geb. Sager (* 2. September 1803 in Lübeck als Tochter des Inhabers der Löwen-Apotheke, Adolph Christoph Sager).

### Kaufmännische Laufbahn
Minlos war als erfolgreicher Kaufmann in Südamerika im Kaffeehandel tätig, zu einer Zeit, als Kaffee vom Luxus- zum Massenartikel und Südamerika zum weltweit führenden Kaffeeanbaugebiet wurde. Parallel dazu verlief der Aufstieg Hamburgs zu einem der bedeutendsten europäischen Importhäfen für Kaffee. Minlos kam am 11. November 1852, aus Curaçao kommend, in Venezuela an, einem Land, in dessen Bergregionen ein besonders hochwertiger Kaffee wächst, und ließ sich in der Hafenstadt Maracaibo nieder. Maracaibo entwickelte sich in dieser Zeit zu einem der größten Exporthäfen Venezuelas und wurde ein Zentrum der Niederlassung deutscher, hauptsächlich Hamburger Kaufleute. Hier war Minlos zunächst als Angestellter der Firma Schmilinsky & Montovio tätig, bis er die Tochter seines Arbeitgebers, des aus Italien stammenden Kaufmanns José Antonio Montovio Casanova, Dolores Joséfa Montovio García Herreros (* 4. Mai 1835 in Maracaibo; † 2. Januar 1894 in Berlin) heiratete und mit seinem Schwiegervater die Firma Montovio, Minlos & Co. gründete, die 1854 bereits zu den führenden Häusern am Platze gehörte. 1858 wurde Minlos „wegen seiner Handlungs-Kenntnisse und übrigen guten Eigenschaften“ zum ersten königlich preußischen Konsul in Maracaibo ernannt. Dieses Amt bekleidete er bis zu seinem Rücktritt 1866. Sein Nachfolger als Konsul wurde Heinrich E. Breuer aus Buxtehude, mit dem er 1860 die Firma Minlos, Breuer & Co gegründet hatte. 1872 lag 77 % des Kaffeeexports, der nahezu den gesamten Außenhandel Maracaibos ausmachte, in den Händen von fünf deutschen Firmen; Minlos, Breuer & Co. war die größte davon und auch 1889 noch das größte Unternehmen in Maracaibo. Minlos blieb auch nach seiner Rückkehr nach Deutschland Teilhaber und war 1883, gemeinsam mit seinem Sohn Federico, noch an der Gründung einer Tochterfirma in Bucaramanga in Kolumbien beteiligt. Ende 1895 kam es zu einer Teilung der Firma in zwei Unternehmen: Minlos, Witzke & Co. und Breuer, Möller & Co.

### Sozialfürsorge

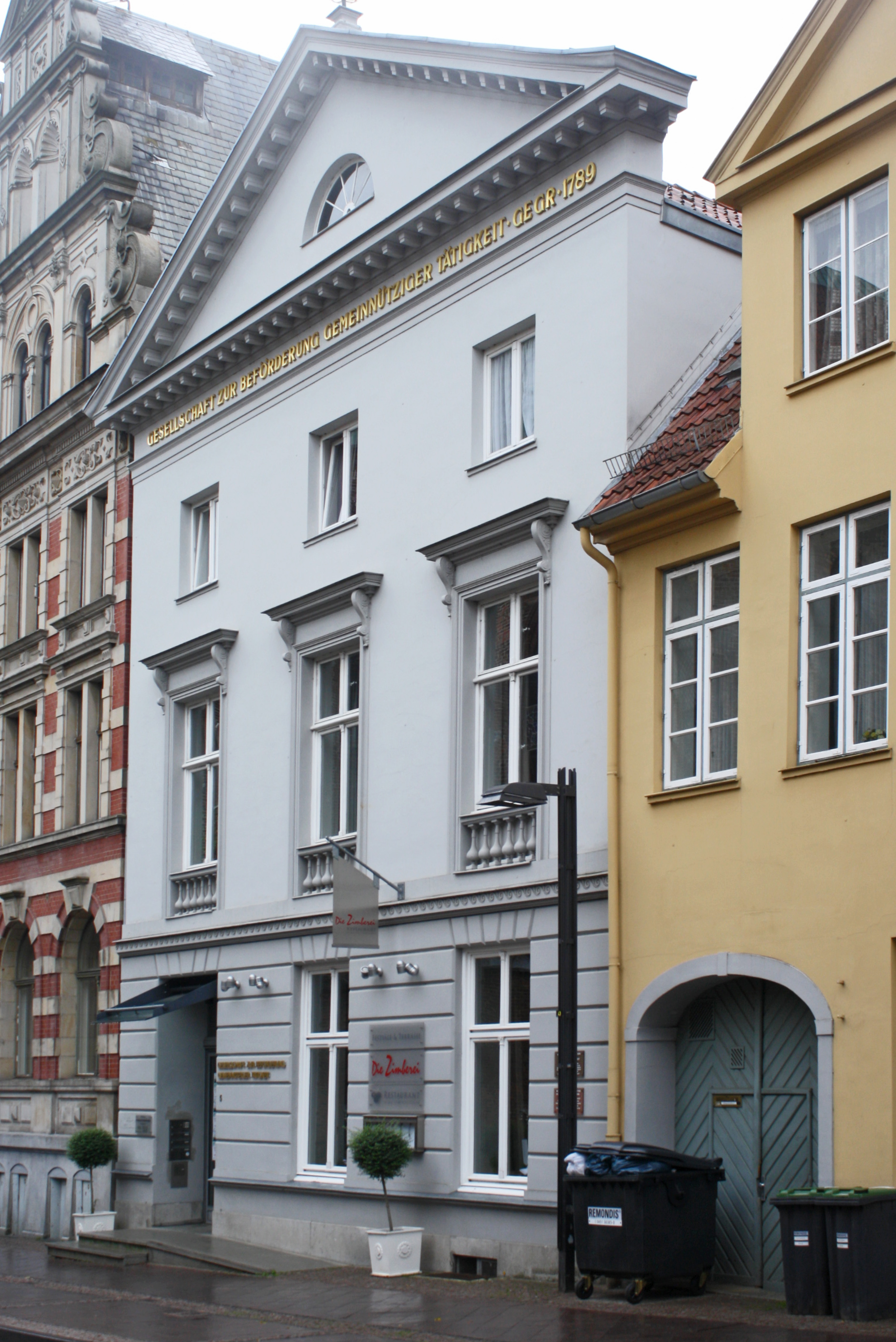
Lübeckisches Stadthaus

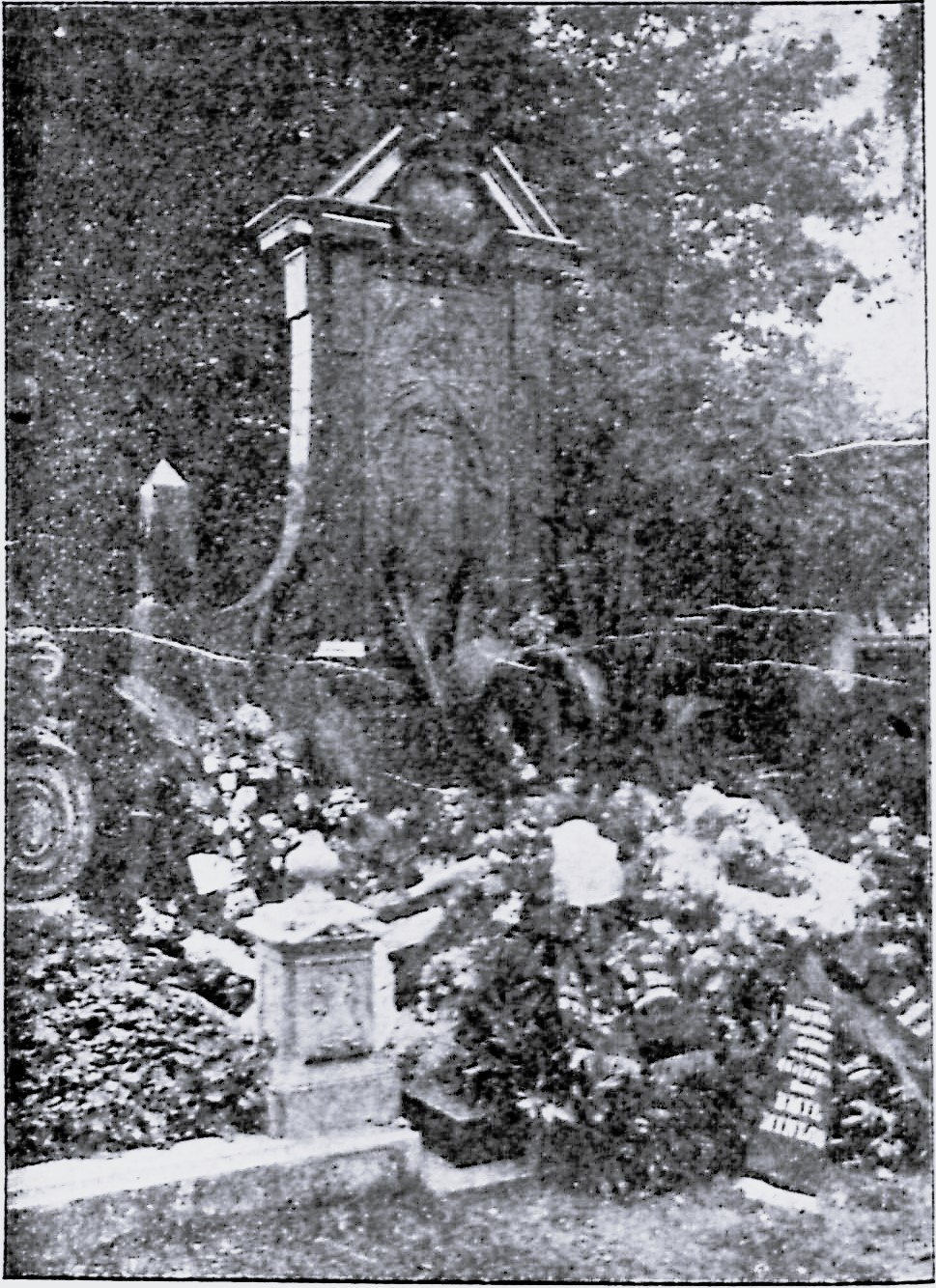
Das Minlos’sche Erbbegräbnis auf dem Burgtorfriedhof nach der Beerdigung von Emil Minlos 1901

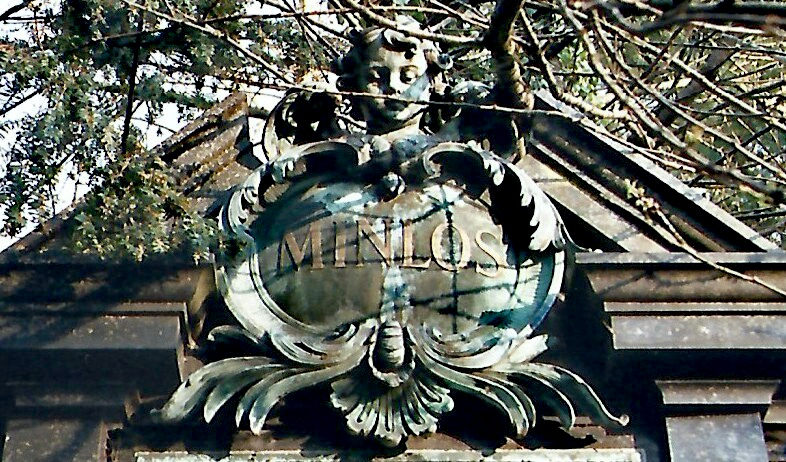
Detail: Familienname mit Putte

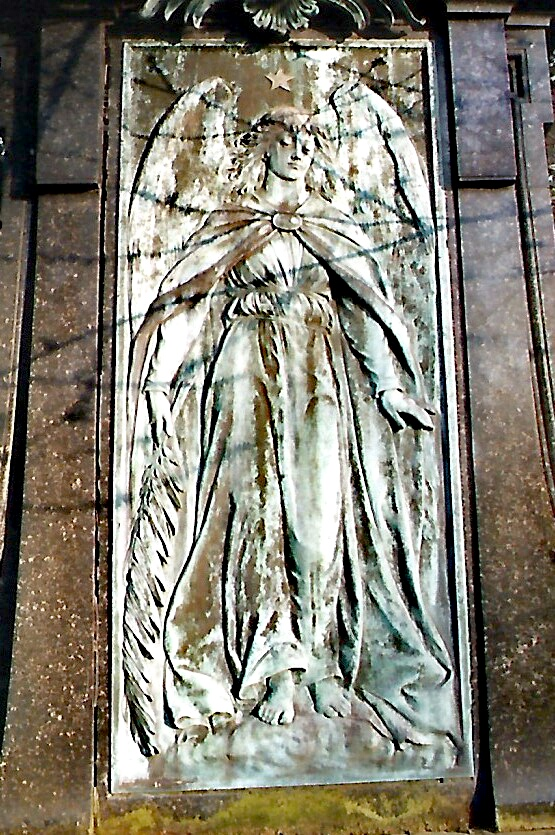
Detail: Engel

1876 kehrte Minlos nach Europa zurück und ließ sich in seiner Heimatstadt Lübeck als Rentier nieder. Hier gründete er, angeregt durch die Schriften des Grafen Rumford, 1881 den „Verein für Volks-Kaffee- und Speisehallen“, der unter der Adresse Fünfhausen 14 eine Volksküche betrieb. Passend zum beruflichen Hintergrund von Minlos spielte der Kaffeeausschank dabei eine wichtige Rolle. Durch die Ausgabe eines preiswerten Mittagessens ohne den in den Wirtschaften üblichen Trinkzwang und den Ausschank von Kaffee statt alkoholischer Getränke sollte der Trunksucht vorgebeugt werden. Geleitet wurde die Volksküche von Damen der begüterten Klassen; der Vorstand wurde von Frau Rittscher und Frau Eschenburg gebildet. Als Minlos 1884 nach Hamburg übersiedelte, verlieh ihm die Gesellschaft zur Beförderung gemeinnütziger Tätigkeit in Anerkennung seines gemeinnützigen Wirkens in seiner Vaterstadt die seltene Ehrenmitgliedschaft. 1904 wurde die Volksküche von der Gemeinnützigen übernommen.
An seinem neuen Wohnort Hamburg gründete Minlos am 17. November 1887 mit fünf gleichgesinnten Herren ebenfalls einen gemeinnützigen „Verein für Volkskaffeehallen“. Hier, wie zuvor in Lübeck, war Minlos die zentrale Organisationsfigur.
Die gleichen Bestrebungen verfolgte Minlos auch nach seinem Wegzug in Berlin, wo er 1888 das von Hermann von der Hude für ihn errichtete, heute nicht mehr existierende Haus Tiergartenstraße 22 bezog. Auch dort gründete er in ganz ähnlicher Weise in Gemeinschaft mit Gleichgesinnten Volks-Speisehallen, später erweitert durch ein Gesellenheim. Ebenso widmete er sich Bestrebungen zur Erhaltung der Gesundheit von Jugendlichen durch Ferienkolonien. Ein solches Heim entstand dank seiner Bemühungen und Stiftungen an der Ostsee.
Nach dem Tod seiner Frau 1894 zog sich Minlos immer mehr aus der Öffentlichkeit zurück. Aufgrund seiner angegriffenen Gesundheit übersiedelte er 1900 von Berlin nach Wiesbaden. Er behielt jedoch seine Travemünder Sommervilla in der Vorderreihe 61, wo er jeden Sommer Linderung seines Lungenleidens suchte. Hier verstarb er auch im August 1901. Anlässlich seines Todes wurden seine Verdienste um die Volkswohlfahrt nicht nur in den Lübecker, Hamburger und Berliner Blättern, sondern in der gesamten deutschen Presse gewürdigt.
Am 4. September 1901 wurde er in der von ihm bereits Jahre zuvor für sich und seine Familienangehörigen geschaffenen Grabstätte auf dem Burgtorfriedhof von Pastor Trummer, Hauptpastor der Petrikirche, beigesetzt.
In der Woche nach seinem Tode wurde im einstigen Minlos’schen Haus in der Königstraße, in dem seit 1891 die „Gesellschaft zur Beförderung gemeinnütziger Tätigkeit“ ihren Sitz hat, die 21. Jahresversammlung des Deutschen Vereins für Armenpflege und Wohltätigkeit abgehalten. Der Redner verwies auf diesen Umstand und würdigte die Verdienste des Verstorbenen.

## Familie

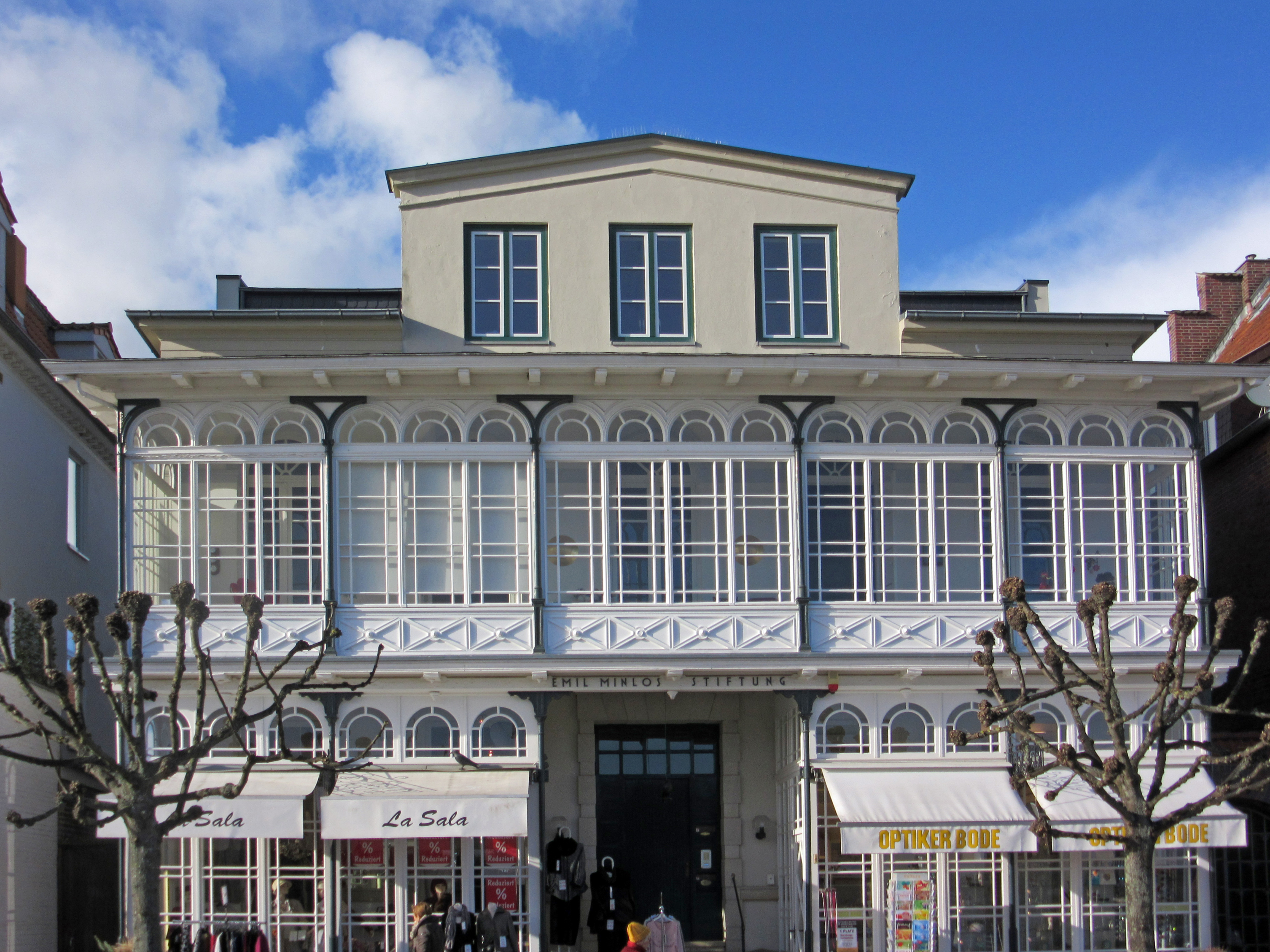
Travemünder Sommervilla

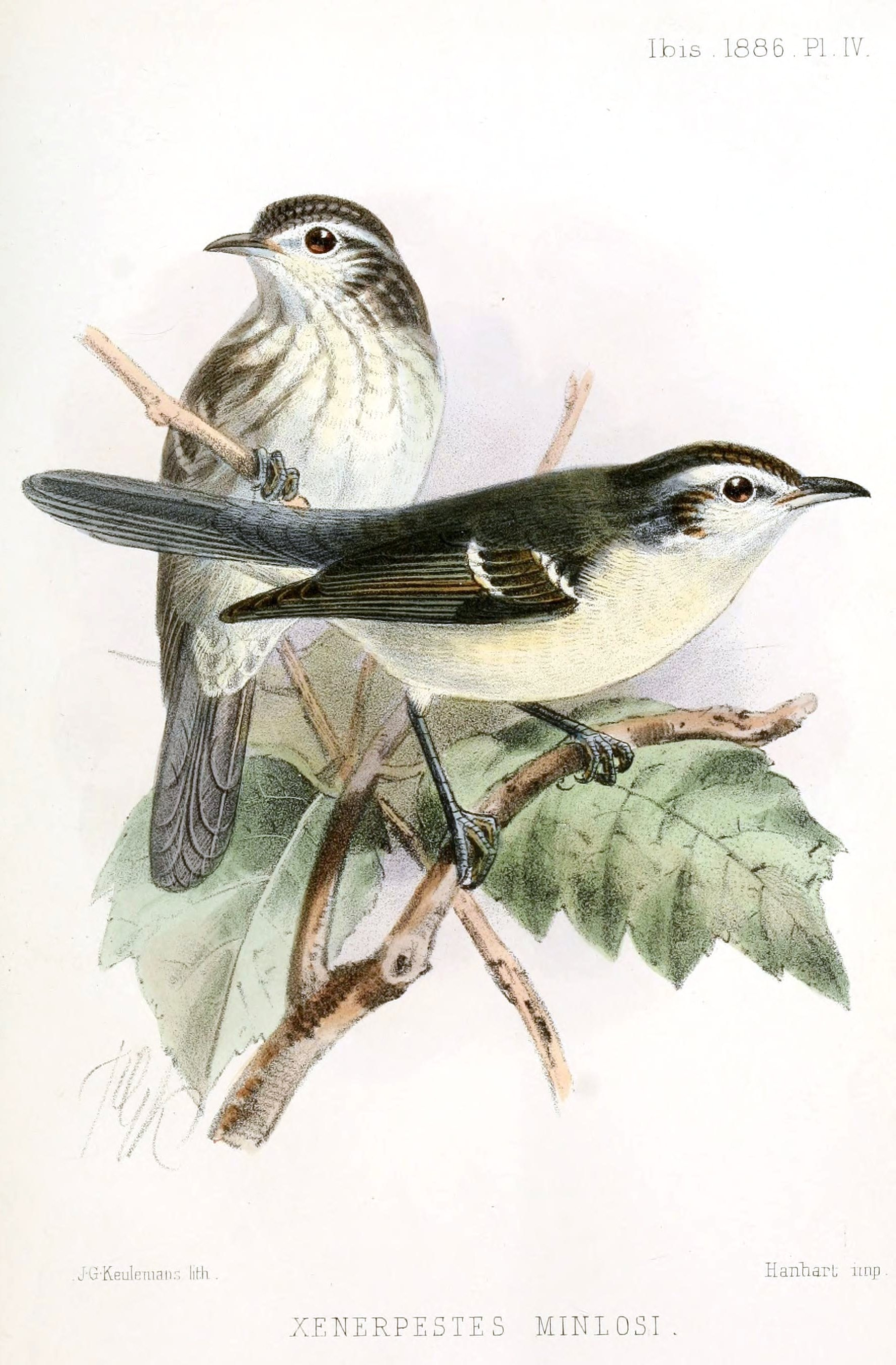
Xenerpestes minlosi, benannt nach Emilio Minlos

Aus der Ehe von Emil und Dolores Minlos gingen neun Kinder hervor. Eine Tochter heiratete einen Geschäftspartner ihres Vaters, Christian Friedrich Witzke, Teilhaber der Firma Minlos, Witzke & Co, der in den 90er Jahren des 19. Jahrhunderts einer der führenden Geschäftsleute in Maracaibo war. Ein Sohn, Roberto Minlos, war in den 90er Jahren des 19. Jahrhunderts Großaktionär und Vorsitzender des Verwaltungsrates der Eisenbahngesellschaft Gran Ferrocarril del Táchira und an der Minengesellschaft von Suratá und Río de Oro beteiligt. Ein weiterer Sohn, Emilio José Minlos, der als Kaufmann in Bucaramanga lebte, sammelte einheimische, von Indianern erlegte Vögel und schenkte seine Sammlung von etwa 800 Exemplaren dem Naturkundemuseum in Lübeck. Aus dieser Sammlung beschrieb Hans von Berlepsch erstmals zwei Vogelarten, die er nach Emilio Minlos benannte: Thryophilus rufalbus minlosi 1884 im Journal für Ornithologie und Xenerpestes minlosi 1886 in der Zeitschrift Ibis. Drei weitere Söhne, Hans Simon (* 18. Juni 1871; † 2. Oktober 1891), Federico José (* 1. September 1857 Maracaibo, † 20. Mai 1888 Bucaramanga) und Ingo Bernhard José (* 16. Januar 1875 Berlin, † 9. Mai 1921 Hamburg), sowie die Tochter Isabella Joséfa (* 13. Juli 1867 Travemünde, † 7. August 1929 ebenda) sind im Minlos’schen Erbbegräbnis auf dem Burgtorfriedhof begraben.

## Emil-Minlos-Stiftung
Die Tochter Isabella Joséfa verfügte testamentarisch, dass die Travemünder Villa zur Unterbringung erholungsbedürftiger Damen während der Sommermonate genutzt werden sollte. Die Gesellschaft zur Beförderung gemeinnütziger Tätigkeit errichtete dazu 1930 die selbständige Emil-Minlos-Stiftung, die in dem Gebäude, mit kriegsbedingter Unterbrechung von 1943 bis 1950, in den Sommermonaten das Emil-Minlos-Heim mit vier bis zwölf Betten betrieb, das vor allem von älteren Damen genutzt wurde.
1971 verlor die Stiftung die Gemeinnützigkeit und 1972 wurde nach einer Begehung des Hauses die weitere Nutzung aus feuerpolizeilichen Gründen untersagt. Da der Kostenaufwand für eine bauliche Herrichtung zu hoch war, wurde zum 15. Oktober 1973 die Stiftung aufgelöst und das inzwischen denkmalgeschützte Gebäude verkauft. Der Erlös wurde zur Erweiterung von Altenwohnungen der Gemeinnützigen verwendet. An der Fassade des Hauses Vorderreihe 61 erinnert heute noch eine Inschrift an die Emil-Minlos-Stiftung.

## Auszeichnungen
- Ehrenmitgliedschaft in der Lübecker „Gesellschaft zur Beförderung gemeinnütziger Tätigkeit“